# Frédérique Despierres
Pour les articles homonymes, voir Despierres.
Frédérique Despierres (née le 3 novembre 1960 à Alençon) est une athlète française, spécialiste du lancer du disque.

## Biographie
Elle est sacrée championne de France du lancer du disque en 1978 et 1979.
Son record personnel au lancer du disque est de 53,20 m (1982).